# Krynica Morska
Krynica Morska (Kahlberg fino al 1945, Łysica dal 1945 al 1958) è una città polacca del distretto di Nowy Dwór Gdański nel voivodato della Pomerania.
Ricopre una superficie di 102,04 km² e nel 2006 contava 1 390 abitanti.